# Esenler

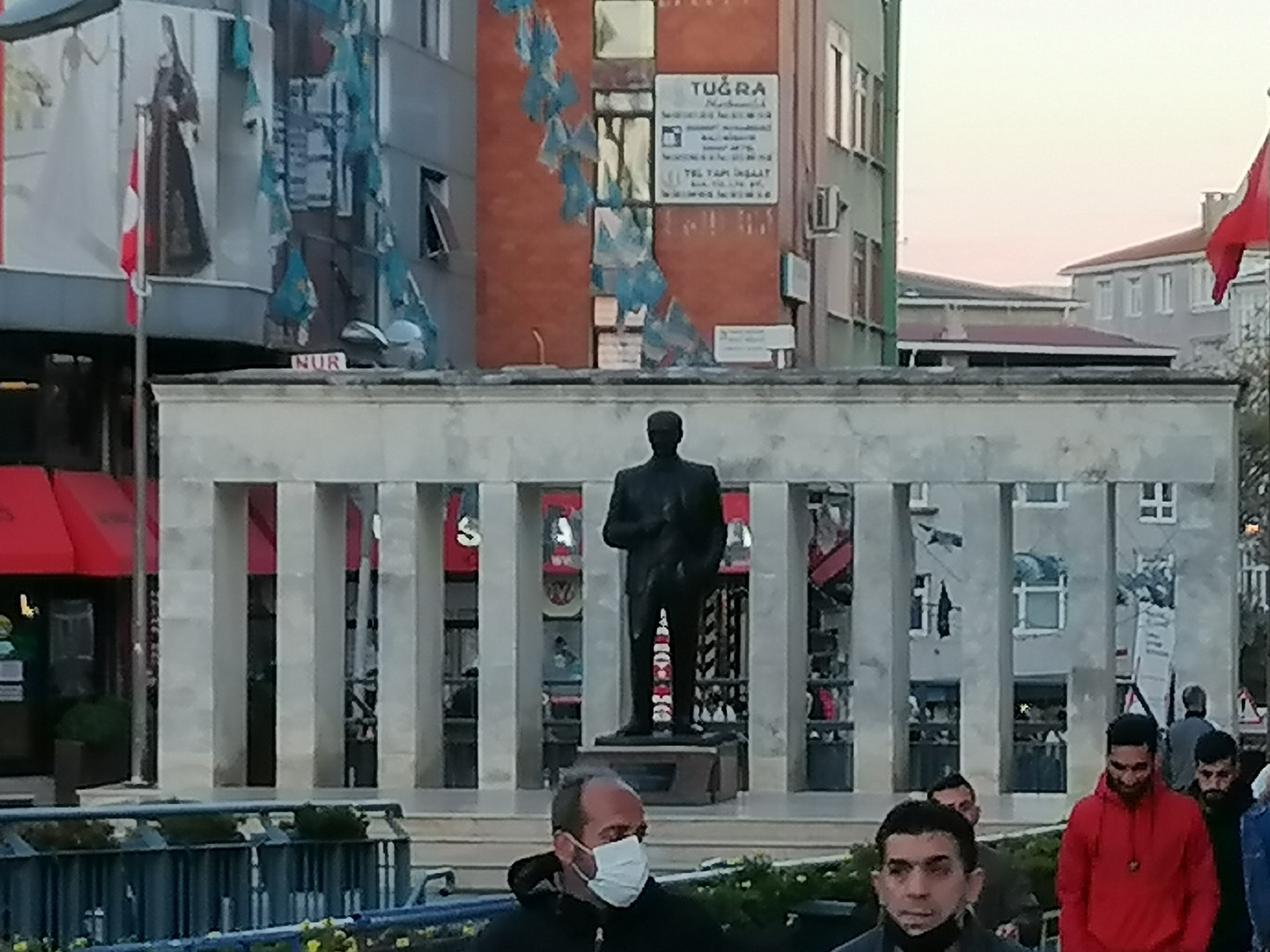
Atatürk staty på distriktets torg

Esenler är ett distrikt i provinsen och storstadskommunen Istanbul i Turkiet, på den europeiska sidan. Istanbuls busstation ligger i detta distrikt.  Folkmängden uppgick till 446 276 invånare i slutet av 2020.